# Municipio de Rock Creek (Iowa)
El municipio de Rock Creek (en inglés: Rock Creek Township) es un municipio ubicado en el condado de Jasper en el estado estadounidense de Iowa. En el año 2010 tenía una población de 961 habitantes y una densidad poblacional de 10,39 personas por km².

## Geografía
El municipio de Rock Creek se encuentra ubicado en las coordenadas 41°43′32″N 92°49′19″O / 41.72556, -92.82194. Según la Oficina del Censo de los Estados Unidos, el municipio tiene una superficie total de 92.54 km², de la cual 90,21 km² corresponden a tierra firme y (2,52 %) 2,33 km² es agua.

## Demografía
Según el censo de 2010, había 961 personas residiendo en el municipio de Rock Creek. La densidad de población era de 10,39 hab./km². De los 961 habitantes, el municipio de Rock Creek estaba compuesto por el 98,13 % blancos, el 0,31 % eran afroamericanos, el 0,42 % eran asiáticos, el 0,31 % eran de otras razas y el 0,83 % eran de una mezcla de razas. Del total de la población el 1,35 % eran hispanos o latinos de cualquier raza.